# Jalapyphantes puebla
Jalapyphantes puebla là một loài nhện trong họ Linyphiidae.
Loài này thuộc chi Jalapyphantes. Jalapyphantes puebla được Willis J. Gertsch & Michael Davis miêu tả năm 1946.